# Noémie Develay-Ressiguier
Pour les articles homonymes, voir Develay et Ressiguier.
Noémie Develay-Ressiguier, née à Montpellier, est une actrice française.

## Biographie

### Formation
- 2004-2007 : École supérieure d'art dramatique de Strasbourg[1]

## Théâtre
- 2007 : Un chapeau de paille d'Italie d'Eugène Labiche, mise en scène Jean-Baptiste Sastre (Théâtre national de Chaillot) [2]
- 2007 : Drames de princesses (La Jeune fille et la Mort I-V) d'Elfriede Jelinek (Théâtre des Cendres)
- 2008 : Le Suicidé de Nikolaï Erdman, mise en scène Volodia Serre (Théâtre 13)
- 2009 : La Cerisaie de Tchekhov, mise en scène Alain Françon (Théâtre national de la Colline)[3]
- 2010 : Ennemi public de Henrik Ibsen, mise en scène Thierry Roisin (Théâtre de la Cité TNT) [4]
- 2012 : Ennemi public de Henrik Ibsen, mise en scène Thierry Roisin (Nouveau Théâtre de Montreuil, Théâtre national de Bretagne) [5]
- 2012 : La Nuit des rois de William Shakespeare, mise en scène Jean-Michel Rabeux (Théâtre de la Croix-Rousse) [6]
- 2014 : La Mission de Heiner Muller mise en scène Michael Thalheimer (Theatre national de la Colline)
- 2015 : Roberto Zucco de Bernard-Marie Koltès mise en scène Richard Brunel  (Théatre Gérard Philippe)[7]
- 2016 : Ceux qui errent ne se trompent pas,  mise en scène Maëlle Poésy (Festival In Avignon, Théâtre de la Cité internationale)[8]
- 2018 : Diner en ville, de Christine Angot, mise en scène Richard Brunel (Théâtre national de la Colline)[9],[10]
- 2022 : Retrouvée ou perdue (À partir de notre souvenir de Phèdre), mise en scène Chloé Brugnon (Comédie de Reims)[11]
- 2022 : Simone Veil : Les combats d’une effrontée, adaptation Cristiana Reali et Antoine Mory, mise en scène Pauline Susini (Théâtre Antoine)[12]
- 2023 : Un chapeau de paille d'Italie de Eugène Labiche, mise en scène Alain Françon, Théâtre de la Porte-Saint-Martin [13]

## Filmographie

### Cinéma

#### Longs métrages
- 2004 : Les Fautes d'orthographe, réal. de Jean-Jacques Zilbermann[14]
- 2016 : UFE (Unfilmevenement), réal. de César Vayssié[15]

#### Courts métrages
- 2003 : Les Baisers des autres, réal. de Carine Tardieu[16]

### Télévision
- 2001 : Les Filles à Papa, réal. de Marc Rivière
- 2001 : Julie Lescaut : épisode le Voyeur de Alain Wermus : Lola
- 2002 : Les Paradis de Laura, réal. d'Olivier Panchot
- 2003 : Une Fille dans l'Azur - Caroline Fabre, réal. de Marc Rivière
- 2000 : Navarro : Ne pleurez pas Jeannettes, de Patrick Jamain : Geneviève Legoff
- 2004 : Caution Personnelle, réal. de Serge Meynard